# Środa Śląska (gmina)
Środa Śląska est une gmina mixte du powiat de Środa Śląska, Basse-Silésie, dans le sud-ouest de la Pologne. Son siège est la ville de Środa Śląska, qui se situe environ 32 km à l'ouest de la capitale régionale Wrocław.
La gmina couvre une superficie de 214,93 km2 pour une population de 19 076 habitants.

## Géographie
La gmina est bordée par les gminy de Brzeg Dolny, Malczyce, Oborniki Śląskie, Prochowice, Prusice, Ścinawa, Środa Śląska et Wińsko.